# Lucero de la Pila
Lucero de la Pila är en ort i Mexiko.   Den ligger i kommunen Silao de la Victoria och delstaten Guanajuato, i den centrala delen av landet, 290 km nordväst om huvudstaden Mexico City. Lucero de la Pila ligger 1 765 meter över havet och antalet invånare är 213.
Terrängen runt Lucero de la Pila är huvudsakligen platt, men åt nordost är den kuperad. Runt Lucero de la Pila är det ganska tätbefolkat, med 207 invånare per kvadratkilometer. Närmaste större samhälle är Silao, 2,7 km norr om Lucero de la Pila. Trakten runt Lucero de la Pila består till största delen av jordbruksmark.